# 山口知紗
山口 知紗（やまぐち ちさ、1987年6月14日 - ）は、日本の女優。グリーンメディア所属。

## 出演

### テレビドラマ
- 刑事・鳴沢了〜東京テロ、史上最悪の24時間〜（2010年5月、フジテレビ） - 神田の妻 役
- 女帝 薫子（2010年5月、テレビ朝日） - 宮川の母 役
- 警視庁継続捜査班（2010年7月、テレビ朝日）
- 熱海の捜査官（2010年8月、テレビ朝日）
- LADY〜最後の犯罪プロファイル〜（2011年1月、TBS）
- BOSS（2011年4月、フジテレビ）
- 鈴木先生（2011年4月、テレビ東京） - 佐藤先生 役
- 俺の空 刑事編（2011年10月、テレビ朝日）
- ウルトラマンギンガS（2014年7月、テレビ東京） - 市民 役
- 刑事7人 第2シリーズ（2016年7月、テレビ朝日） - 帝都テレビのスタッフ 役
- インビジブル 最終話（2022年6月17日、TBS） - レポーター 役
- Get Ready! 第6話（2023年2月12日、TBS） - 看護師 役
- トリリオンゲーム 第1話（2023年7月14日、TBS） - 記者 役
- 全領域異常解決室 第3話（2024年10月23日、フジテレビ）[1]
- キャスター 第2話（2025年4月20日、TBS） - 記者 役[2]
- あなたを奪ったその日から 第8話（2025年6月9日、関西テレビ・フジテレビ） - ほちどり保育園・保育士 役[3]

### テレビ
- タモリ倶楽部（2011年1月、テレビ朝日） - 空耳アワーに出演

### 舞台
- PARTY（2008年） - 横塚知恵 役
- セブンデブ（2009年） - 中川幸子(シェン・リン) 役
- 閃華・夏の夜の夢〜咲きほこる華は蘭麝のごとく〜（2009年） - 葉月花魁 役
- サウイフモノニ・・・（2010年） - 若き日のネリ 役
- 異種をあわれむ歌（2010年） - 野生児ナジャ 役

### CM
- フマキラー「ゴキブリ凍止ジェット」（2013年） - 雪女 役